# 詹姆斯·斯塔夫里迪斯
詹姆斯·乔治·斯塔夫里迪斯（英語：James George Stavridis，1955年2月15日—），或譯史塔萊迪，昵称左巴（英語：Zorba），退役美国海军上将，现为塔夫茨大学弗莱彻法律与外交学院院长，80年代同时他也是在该院获得了硕士和博士学位，也是美军上将中为数不多拥有博士头衔的人，此外还担任海军研究院委员会主席。退役前，斯塔夫里迪斯为美国欧洲司令部司令和欧洲盟军統帥部司令官，也是第一位担任此职的海军将领，之前曾任美国南方司令部司令。他分别于2009年6月30日和7月2日接任现任两个职务。2012年10月10日，国防部长声明将提名现任驻阿美军司令兼国际安全援助部队司令约翰·艾伦海军陆战队上将接替斯塔夫里迪斯的职务，改提名后搁置，2013年5月斯塔夫里迪斯卸任军职，并退役。

## 简历
斯塔夫里迪斯是土生土长的南佛罗里达人，于1976年以优秀毕业生身份从美国海军官校毕业，是一名职业水面作战军官，曾在航空母舰、巡洋舰和驱逐舰等舰种服役。
斯塔夫里迪斯在福吉谷号导弹巡洋舰任作战官，并获得优异成绩，之后于1993年至1995年，担任巴里号驱逐舰（DDG-52）舰长，完成部署到海地、波斯尼亚和波斯湾等地，在他领导下，该舰成为大西洋舰队顶级船并荣获巴滕伯格奖杯。1998年，他擔任第21驅逐艦戰隊長，部署到波斯湾，赢得了海军协会的约翰·保罗·琼斯奖。从2002年到2004年，斯塔夫里迪斯统帅企业号航母战斗群，在波斯湾进行成功支援了伊拉克自由行动和持久自由行动。随后，担任美国国防部长高级军事助理。2006年10月19日，他調派到佛罗里达州迈阿密，担任美国南方司令部司令，成为第一位任该职的海军将领。2009年7月间，他分别担任美国欧洲司令部司令和欧洲盟军統帥部司令官，亦成为第一位担任此职的海军将领，2013年5月，卸任并退役。
斯塔夫里迪斯于1984年在塔夫茨大学弗莱彻法律与外交学院获得了法律外交文学硕士以及博士学位，并以优异生获得得了古利恩奖。1992年，在美国国家战争学院再次获得优秀毕业生。在2003年，他獲授海军战争学院优秀毕业生领袖奖。
斯塔夫里迪斯為美籍希臘裔，他的祖父是希腊人，生长于土耳其，后移民美国。斯塔夫里迪斯也是军人家庭，他的父亲是美國海军陆战队员，曾在美国驻希腊大使馆任职。斯塔夫里迪斯经常通过各类出版物发表他的想法、意见和分析，如美洲季度，和美国海军官校部落格。